# Голленбах
Голленбах (нім. Hollenbach) — громада в Німеччині, знаходиться в землі Баварія. Підпорядковується адміністративному округу Швабія. Входить до складу району Айхах-Фрідберг.
Площа — 26,12 км2. Населення становить 2431 ос. (станом на 31 грудня 2020).